# Premio Sor Juana Inés de la Cruz
El premio Sor Juana Inés de la Cruz reconoce la excelencia del trabajo literario de mujeres en idioma español de Hispanoamérica. Cada año se galardona una novela publicada en español el año anterior. Su nombre es un homenaje a Sor Juana Inés de la Cruz. A iniciativa de la antropóloga nicaragüense Milagros Palma —directora de la editorial Indigo & Côté-femmes de París, fundada en 1986— fue creado durante el «Tercer Simposio Escritura de mujeres de América Latina», en 1992, este premio cuya primera convocatoria se realizó en 1993. Entregado por primera vez al año siguiente, durante el cuarto simposio, que coincidió con la Feria Internacional del Libro de Guadalajara (FIL), desde entonces la ceremonia de entrega transcurre en el marco de este festival literario. La recompensa, a partir del año 2004, es de 10 000 dólares.

## Lista de obras ganadoras
| Año  | Obra                               | Autora                   | Nacionalidad       |
| ---- | ---------------------------------- | ------------------------ | ------------------ |
| 1993 | Dulcinea encantada                 | Angelina Muñiz-Huberman  | México             |
| 1994 | Nosotras que nos queremos tanto    | Marcela Serrano          | Chile              |
| 1995 | Asalto al Paraíso                  | Tatiana Lobo             | Chile · Costa Rica |
| 1996 | Busca mi esquela                   | Elena Garro              | México             |
| 1997 | Dulce compañía                     | Laura Restrepo           | Colombia           |
| 1998 | El amor que me juraste             | Silvia Molina            | México             |
| 1999 | La tierra del fuego                | Sylvia Iparraguirre      | Argentina          |
| 2000 | Desierto                           | Desierto                 | Desierto           |
| 2001 | Nadie me verá llorar               | Cristina Rivera Garza    | México             |
| 2002 | Cielo de tambores                  | Ana Gloria Moya          | Argentina          |
| 2003 | El rastro                          | Margo Glantz             | México             |
| 2004 | Ya no pisa la tierra tu rey        | Cristina Sánchez-Andrade | España             |
| 2005 | Agosto y fuga                      | Paloma Villegas          | México             |
| 2006 | Desde las cenizas                  | Claudia Amengual         | Uruguay            |
| 2007 | Yo nunca te prometí la eternidad   | Tununa Mercado           | Argentina          |
| 2008 | El infinito en la palma de la mano | Gioconda Belli           | Nicaragua          |
| 2009 | La muerte me da                    | Cristina Rivera Garza    | México             |
| 2010 | Las grietas de Jara                | Claudia Piñeiro          | Argentina          |
| 2011 | Inés y la alegría                  | Almudena Grandes         | España             |
| 2012 | Sangre en el ojo                   | Lina Meruane             | Chile              |
| 2013 | La bomba de San José               | Ana García Bergua        | México             |
| 2014 | El cielo no existe                 | Inés Fernández Moreno    | Argentina          |
| 2015 | El país del diablo                 | Perla Suez               | Argentina          |
| 2016 | Yoro                               | Marina Perezagua         | España             |
| 2017 | La dimensión desconocida           | Nona Fernández           | Chile              |
| 2018 | El asesino tímido                  | Clara Usón               | España             |
| 2019 | La luz negra                       | María Gainza             | Argentina          |
| 2020 | Las malas                          | Camila Sosa Villada      | Argentina          |
| 2021 | Mugre rosa                         | Fernanda Trías           | Uruguay            |
| 2022 | Isla partida                       | Daniela Tarazona         | México             |
| 2023 | Solo un poco aquí                  | María Ospina Pizano      | Colombia           |
| 2024 | Las niñas del naranjel             | Gabriela Cabezón Cámara  | Argentina          |